# Casa Barbey

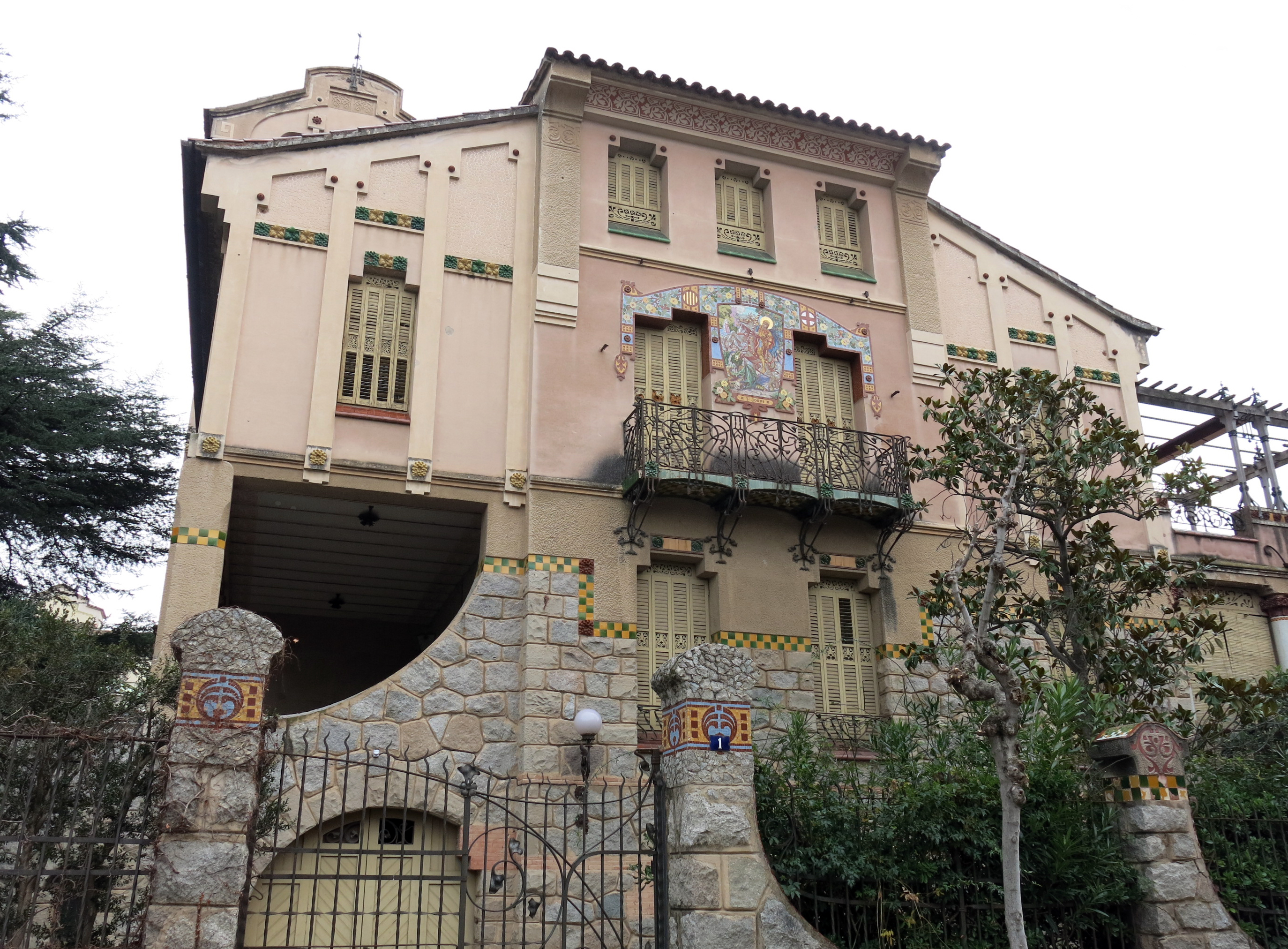
Casa Barbey, La Garriga (1910/11; Manuel Joaquim Raspall i Mayol)

Die Casa Barbey ist ein modernistisches Gebäude in der Stadt La Garriga in der spanischen Comarca Vallès Oriental nordöstlich von Barcelona. Es wurde 1910 im Auftrag des Textilunternehmers und Abgeordneten Juli Barbey Poinsard (* 1863; † September 1922) vom Architekten Manuel Joaquim Raspall i Mayol errichtet und gilt wegen seiner architektonischen Qualität und seiner Schmuckelemente als dessen bedeutendstes Werk während der Periode des Modernisme. Es liegt in einem Stadtviertel von La Garriga, der „mansanas Raspall“ genannt wird, und wurde zusammen mit drei weiteren Gebäuden im selben Block, dem Torre Iris, der Casa Antoni Barraquer und La Bombonera am 31. Oktober 1997 zum Kulturgut von nationalem Interesse erklärt.

## Geschichte
Die „mansanas Raspall“ bilden in der Geschichte der Architektur des Modernisme in Spanien ein einzigartiges Ensemble. Es handelt sich zwar um vier isolierte Gebäude, die sich aber alle im selben Häuserblock befinden und alle zwischen 1910 und 1913 von Manuel Raspall erbaut wurden. Sie bilden eine offensichtliche stilistische Einheit, was vor allem durch die Zauneinfriedungen ihrer Gärten verkörpert wird, die alle dieselben Stilelemente verwenden: unregelmäßige Steine, Verzierungen der Pfosten mit Trencadís und Schmiedeeisen, alles in geschwungener Linienführung. Die Raspall-Häuser sind exemplarisch für die erste Schaffensphase des Architekten, der zur zweiten Generation der Architekten des Modernisme zählt, und bilden das Eingangstor zur langen Promenade (dem Passeig), an der sich weitere Gebäude des Modernisme in La Garriga befinden.
Zwei der Auftraggeber, Juli Barbey Poinsard und Dr. Josep Antoni Barraquer, Professor für Augenheilkunde, waren prominente Mitglieder des Bürgertums von Barcelona, die sich hier in der Nähe der Thermalquellen ihre eigenen Zweitwohnsitze bauen ließen. Der Torre Iris und La Bombonera wurden dagegen im Auftrag der ortsansässigen Cecilia Reig i Argelagós erbaut, die sie als Sommerwohnsitze an Stadtbewohner vermietete.

## Beschreibung
Die Casa Barbey ist das bekannteste Werk von Manuel Joaquim Raspall i Mayol, vor allem aufgrund der Masse an dekorativen Elementen, die es sowohl in der Außenfassade als auch im Inneren enthält.

### Außenansicht
Das Gebäude besteht aus Souterrain, Hochparterre, erstem Stock und einer gedeckten Dachterrasse mit einem rechteckigen Aussichtsturm an der Nordostecke. Dieser Turm besitzt ein Satteldach und wird auf dem Dachfirst von einem schmiedeeisernen Gitter mit gewundenen Blütenelementen gekrönt. Der komplexe Dachaufbau des Gebäudes ist mit glasierten Keramikziegeln in Grün und Karamell eingedeckt, die in geometrischen Figuren angeordnet sind. An der Südfassade befindet sich eine Sonnenuhr, die eine Lüftungsöffnung des Dachbodens umrahmt, und an der Westfassade ein großformatiges Mosaik des Heiligen Georg als Drachentöter. Dieses Mosaik, das ebenso wie dasjenige der Sonnenuhr in Trencadís-Technik ausgeführt ist, ist ein Werk von Lluís Bru i Salelles nach einer Zeichnung von Josep Triadó i Mayol. Dieses Mosaik musste während der Zeit der Zweiten Spanischen Republik (1931–1938) wegen der antiklerikalen Stimmung mit Brettern verdeckt werden. Außerdem fällt am Gebäude noch ein mit Keramik verkleideter Kamin auf.
Bemerkenswerte Dekorelemente sind ferner die Keramiksockel am Hochparterre und die mit hellblauem Mosaik verkleideten Säulen mit ihren blütengeschmückten, dunkelroten Kapitellen. An der Nordfassade befindet sich eine Treppe in Trencadís-Technik mit 7 Stufen, die vom Garten zu einer Loggia emporführt, die ebenfalls mit Keramiksockeln ausgekleidet ist. Ansonsten ist das Haus bis zur Höhe der Fenster des Hochparterre mit Granitquadern verkleidet und darüber in Rosa verputzt, wobei um die Fenster keramische Bordüren mit griechischer Stilistik eingearbeitet sind, die die Öffnungen betonen und sich dort wiederholen, wo der Turm über die Trauflinie des restlichen Gebäudes hinausgeht.

### Inneres
Da der Auftraggeber in der katalanischen Politik engagiert war, ist das Innere der Casa Barbey voll von allegorischen Elementen des katalanischen Nationalgedankens. Dies wird beispielsweise am großen Kamin im Esszimmer aus Keramik und Schmiedeeisen sichtbar, der von Lluís Bru angefertigt wurde. Er trägt einen Vers aus Jacint Verdaguers Gedicht „L´Emigrant“ (1890 erschienen) und das Wappen Kataloniens. Nach Ende des Spanischen Bürgerkriegs 1939 wurden nunmehr die Gedichtzeile und das Wappen mit Brettern verdeckt, um jetzt dem Zorn der franquistischen Machthaber zu entgehen.
Erwähnenswert sind weiterhin der Hängeleuchter des Esszimmers, das Wandgemälde mit dem Strand von Sitges von Triadó i Mayol, Geländer und Kandelaber des zentralen Treppenhauses und die Stuckdecken mit floralen Motiven. Die zahlreichen Bleiglasfenster der Casa Barbey wurden zum Großteil von der Werkstatt Oriach in Barcelona angefertigt. Manuel Raspall war einer der wenigen Architekten, der persönlich viele der Buntglasfenster seiner Gebäude entwarf. Dabei fällt die reichliche Verwendung von sog. „Americaglas“ auf, das von Louis Comfort Tiffany in Long Island hergestellt wurde mit der Intention, ein Glas mit der Intensität mittelalterlicher Farben und der schillernden Textur alten orientalischen Glases herzustellen. Raspall verwendete auch Kathedralglas, das auf einer Seite glatt und auf der anderen leicht unregelmäßig ist, um dem einfallenden Licht mehr Textur und Schwingung zu verleihen.

### Garten
Der Garten bildet einen wesentlichen Teil des architektonischen Konzepts eines Sommerhauses. Die Aktivitäten spielten sich draußen in der Kühle ab. Der Eigentümer wollte auch von draußen sichtbar sein, um seinen Status zu demonstrieren, was die schmiedeeisernen Zäune auch erlaubten. Schattenspendende Bäume waren ebenso wichtig wie die Anlage von Wasserstellen, Brunnen und Quellen, um dieses Frischegefühl zu steigern. So findet man auf den 2600 m2 Fläche einen Wandbrunnen mit Trencadís in Weiß und Blau neben dem Tennisplatz und einen runden Zentralbrunnen, dessen Becken ebenfalls weiß-blau verkleidet ist und an dessen Mittelsäule sich Wasserspeier in Form grüner Schnecken befinden. Auf der Spitze steht eine weiß glasierte Terrakottastatue eines Kindes. Ein weiterer Blickfang ist die Keramikstatue des Cristo Pantocràtor, umgeben von einem Oval sechszackiger Sterne.
2018 stand die Casa Barbey für 6 Millionen € zum Verkauf.

## Mansanas Raspall
In den Jahren 1906–1914 gestalte Manuel Joaquim Raspall in La Garriga insgesamt sechs Häuserblöcke. Der Block mit der Casa Barbey und ihren drei Nachbargebäuden (1910–1913) bildet den Höhepunkt seines Schaffens und fällt mit dem größten Andrang von Sommerfrischlern im Vallès zusammen. Raspall wies jedem der Häuser in diesem Block eine unverwechselbare Farbe zu: Rosa für die Casa Barbey, Gelb für den Torre Iris, Grün für La Bombonera und Blau für die Casa Antoni Barraquer.
Der Torre Iris mit drei Wohnungen in Souterrain, Erdgeschoss, erstem Stock und Dachgeschoss sowie einem noch höheren Turm ist das eleganteste Werk Raspalls, das Weiß mit Creme und Gelb kombiniert. Die Fassaden unter der Traufe und die Giebel des Turms sind mit Sgraffiti mit geometrischen Blumenmustern geschmückt. Die Balkone sind aus Schmiedeeisen und die Dächer aus glasierten Ziegeln. Im Erdgeschoss und im Obergeschoss befinden sich eine Reihe von Buntglasfenstern.
La Bombonera, zwischen die Mauern der bereits bestehenden Gebäude geplant, besitzt ebenfalls an einer Seite einen Turm, der mit einem geschwungenen Dach abschließt, das mit Cairons, also viereckigen glasierten Fliesen gedeckt ist. An diesem Gebäude sind alle Fensteröffnungen durch grüne Sgraffiti hervorgehoben.
La Casa Antoni Barraquer ist moderner und einfacher gestaltet und verziert, was der Ästhetik des Secessionismus nahe kommt. Die geschachten Keramikbänder an den Oberkanten der quadratischen Fenster sind hier in zwei Blautönen gehalten.